# Франсуаза-Марі де Бурбон
Франсуаза-Марія де Бурбон (фр. Françoise Marie de Bourbon, до шлюбу де Блуа; 4 травня 1677, шато Ментенон — 1 лютого 1749, Париж) — позашлюбна дитина (наймолодша донька) короля Франції Людовика XIV і його офіційної фаворитки маркізи де Монтеспан. Після того, як король узаконив дитину, Франсуаза-Марія набула статусу узаконена донька Франції (фр. fille légitimée de France). Після легітимізації король удостоїв її титулу другої Мадемуазель де Блуа, і тому її називали Франсуаза-Марія де Блуа. Вступила в шлюб у 1692 році у 14-річному віці з Філіппом II Орлеанським, який доводився їй двоюрідним братом. У цьому шлюбі народила 8 дітей, із яких четверо мали своїх спадкоємців.
Успішно вела інтриги, спрямовані на влаштування вигідних шлюбів для багатьох своїх дочок, конкуруючи, головним чином, з рідною сестрою Луїзою Франсуазою, герцогинею Бурбонською. Також мала невеликий політичний вплив завдяки близькості до державної верхівки Франції тієї історичної епохи. Була залучена до Змови Челламаре в 1718 році, метою якої було усунення з посади Регента королівства її власного чоловіка Філіпа Орлеанського і повернення політичного впливу її улюбленому старшому братові герцогу Менському.
Маркіз д'Аржансон згадував, що вона дуже схожа на свою матір, мадам Монтеспан, але при цьому вона мала дисциплінований розум свого батька, Людовика XIV, і його недоліки — несправедливість і жорстокість.

## Життєпис

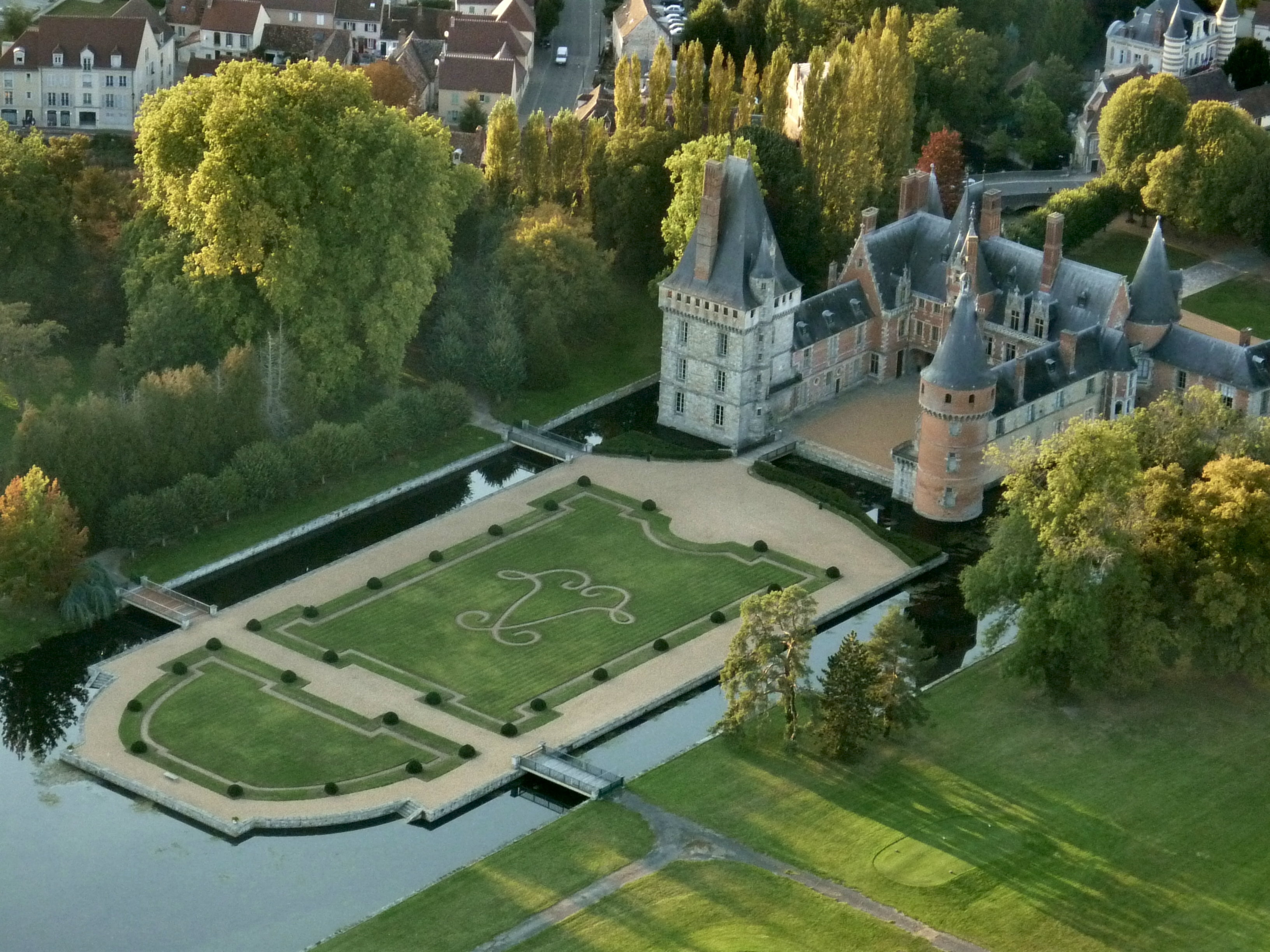
Шато де Ментенон за 63 км від Парижа, де народилася Франсуаза-Марія

Франсуаза-Марія народилася 4 травня 1677 року в шато де Ментенон, яким володіла, починаючи з 1674 року, мадам Ментенон, вихователька позашлюбних дітей мадам Монтеспан від короля Людовика XIV.
Франсуазу-Марію, і навіть її молодшого брата Луї-Александра, виховували мадам Моншеврою, Кольбер і Жюссак. У дитячі роки її привозили до Версалю час від часу, щоб побачитися з батьками.
Подібно до своєї старшої сестри, Луїзі Франсуазі, вона успадкувала красу своєї матері. У своїх спогадах мадам де Келюс пише, що Франсуаза-Марія була «від народження сором'язлива і чарівна», а також «маленька красуня з прекрасним обличчям та гарними руками; повністю пропорційними».  Треба відзначити, що вона особливо пишалася своїм монаршим походженням і тим, що від батька вона успадкувала кров Бурбонів. Вже після досягнення зрілого віку люди жартуватимуть з неї, кажучи, що вона «завжди пам'ятала, що вона принцеса, навіть сидячи своєму стільчику» (фр. chaise percée).

### Дитячі роки мадемуазель де Блуа
Франсуаза-Марія була узаконена королем Людовіком XIV 22 листопада 1681 року у віці 4,5 років і здобула титул чемності Мадемуазель де Блуа, який раніше носила її старша зведена сестра, Марія Анна де Бурбон, узаконена донька короля Людовіка XIV та Луїзи де Лавальєр. В акті легітимізації не згадувалося ім'я її матері, оскільки мадам Монтеспан перебувала в офіційному шлюбі з маркізом де Монтеспан, який міг заявити юридичні права на дитину своєї дружини від Людовика XIV.

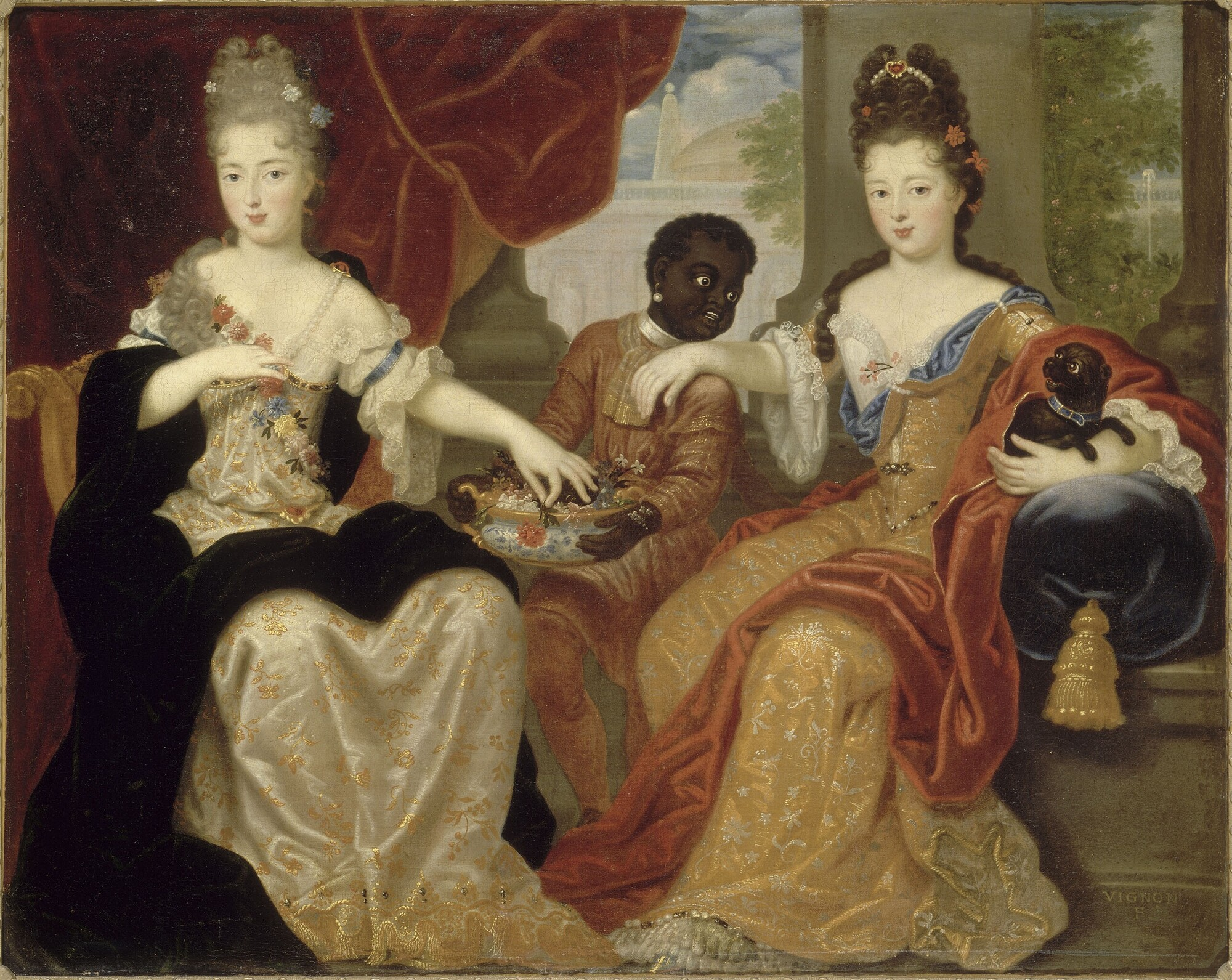
Сестри та суперниці, Франсуаза-Марія (ліворуч) та Луїза-Франсуаза (праворуч)

Її старші брат і сестра, Луї-Огюст та Луїза Франсуаза, були узаконені 19 грудня 1673 року, про що була жалувана грамота, випущена Паризьким парламентом.
Одночасно з Франсуазою-Марією було узаконено її молодшого брата Луї-Александра, який отримав титул чемності граф Тулузи. Вона залишалася дружна з ним все своє життя, як і зі своїм старшим братом Луї-Огюстом. Вона не часто проводила час поруч із сестрою Луїзою Франсуазою або зведеним братом Великим Дофіном.
Незважаючи на те, що після гучного скандалу з отруєннями прихильність короля до мадам Монтеспан різко пішла на спад, він продовжував обдаровувати офіційну фаворитку подарунками і забезпечив майбутнє Франсуази-Марії, своєї наймолодшої дочки, влаштувавши для неї вигідний шлюб.

### Шлюб
Король Людовик XIV вибрав у чоловіки для Франсуази-Марії свого племінника та її двоюрідного брата Філіппа, герцога Шартрського (у майбутньому — регента Франції Філіппа II Орлеанського), єдиного сина свого брата Філіппа I Орлеанського. Це рішення короля стало шоком для матері нареченого, принцеси Палатинської, чиє упередження стосовно великої кількості позашлюбних дітей Людовика XIV було загальновідоме. Дізнавшись про те, що її юний син погодився на цей шлюб, вона вдарила його в присутності всього двору, і повернулася спиною до короля, що схилився перед нею в поклоні.

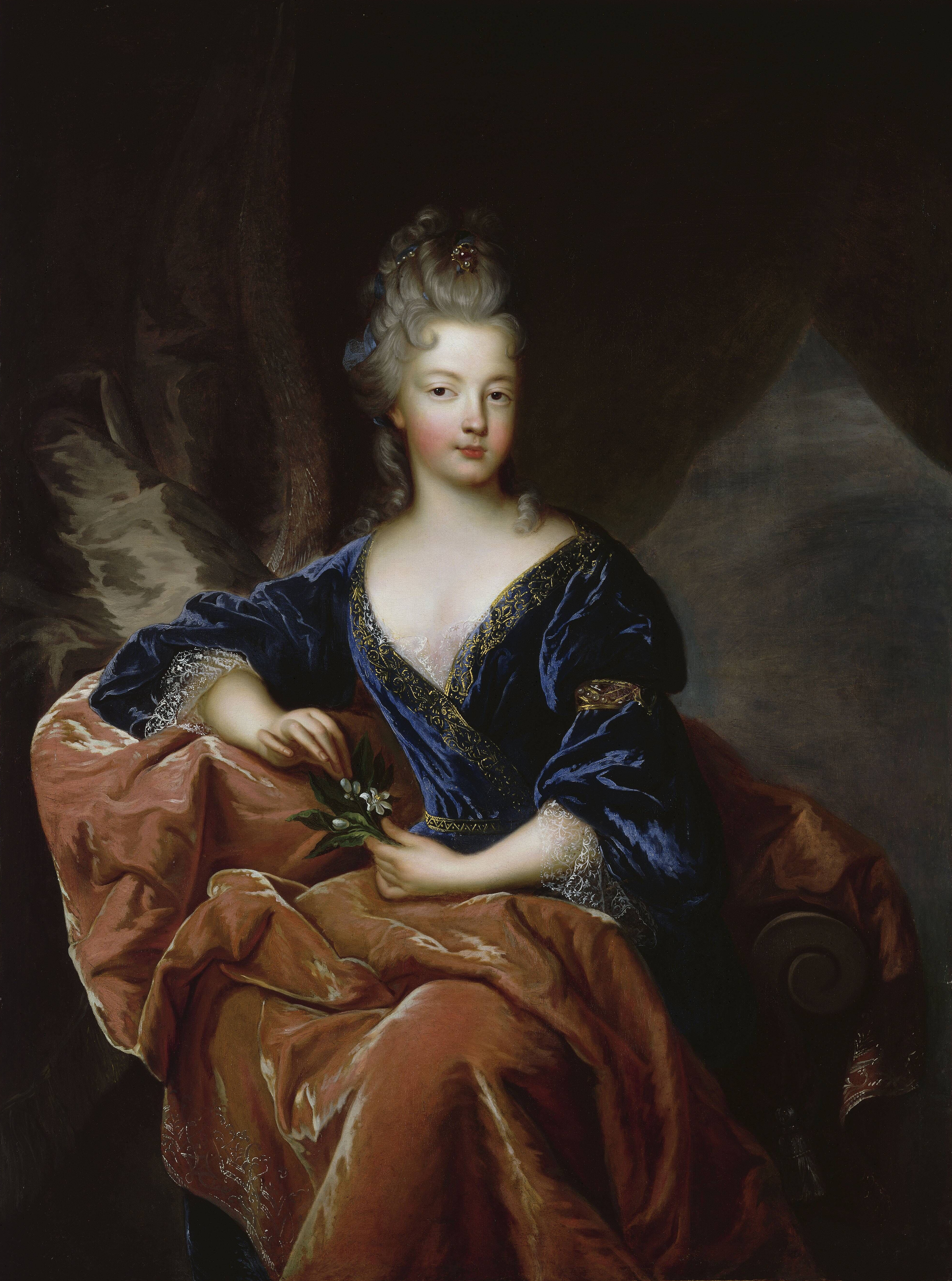
Франсуаза-Марія незадовго до шлюбу 1692 р.

З нагоди весілля молодих король Людовик XIV передав паризький палац Пале-Рояль у власність батькам нареченого — Філіппу Орлеанському та його дружині принцесі Палатинській. До цього часу Орлеанські користувалися палацом як резиденцією, але не володіли ним. Спочатку цей палац називався Пале-Кардиналь (Кардинальським палацом) і був переданий у власність корони в 1642 році за заповітом кардинала Рішельє, що його побудував. Король Людовик XIV також пообіцяв нареченому високу військову посаду та розпорядився видати 100 000 ліврів із скарбниці фавориту батька нареченого, шевальє де Лоррену.
Дізнавшись про особистість свого майбутнього чоловіка, Франсуаза-Марія зауважила, «Мене не турбує, чи він кохає мене; головне вийти за нього заміж».
Посаг Франсуази-Марії, обіцяний її батьком Людовиком XIV, становив понад 2 мільйони ліврів, що було вдвічі більшим посагу її старшої сестри Луїзи-Франсуази, виплаченого при її шлюбі з принцем Конде. Ця різниця стала причиною величезної ворожості між двома сестрами.  Обіцяний посаг було виплачено лише після закінчення війни Аугсбурзької ліги в 1697 році.  Луїза-Франсуаза, намагаючись висловити своє невдоволення розміром посагу, не прийшла на заручини своєї молодшої сестри, які проходили 17 лютого за день до вінчання. 

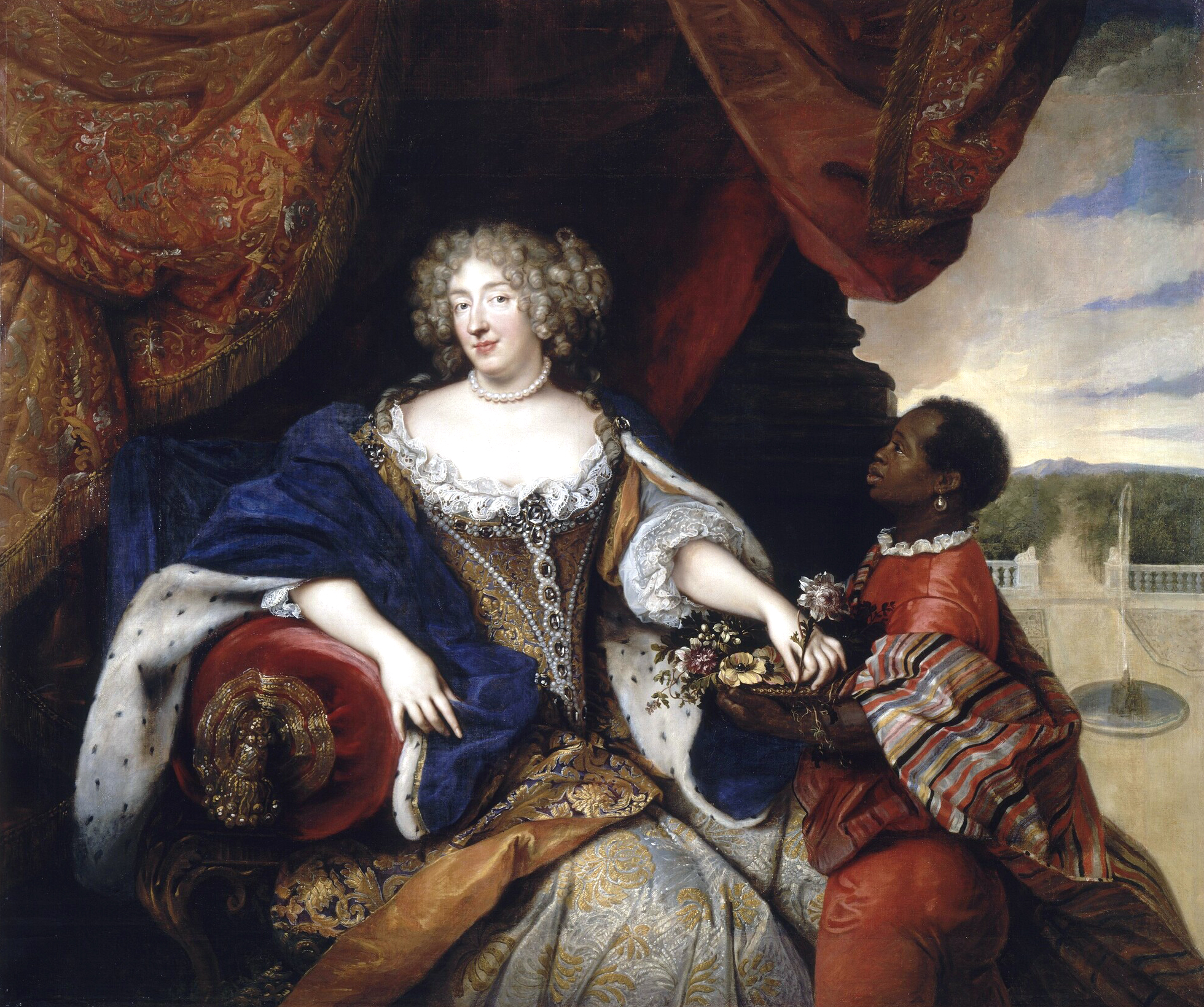
Свекруха Франсуази-Марії, принцеса Палатинська

Вінчання 14-річної Франсуази-Марії та 17-річного Філіппа, герцога Шартрського, відбулося 18 лютого 1692 року в каплиці Версальського палацу. Ця каплиця існувала до 1710 року, після чого на її місці розпочалося будівництво салону Геркулеса. Обряд вінчання проводив кардинал де Буйон — представник династії Латур д'Овернь. Сімома роками раніше, в 1685 році, кардинал де Буйон відмовився брати участь у вінчанні герцога Бурбонського з Луїзою Франсуазою (старшою сестрою Франсуази-Марії та ще однією позашлюбною дочкою Людовика XIV) і тому був відправлений у вигнання. Однак його викликали назад із заслання для вінчання Франсуази-Марії та герцога Шартрського. Після церемонії вінчання було влаштовано урочистий обід у Дзеркальній галереї Версаля, на якому були присутні всі принци крові та принцеси. Серед гостей церемонії також були повалений король Англії Яків II та його дружина Марія Моденська. На церемонії відходу молодят до сну королеві Англії випала честь подавати новій герцогині Шартрській її нічну сорочку.
Мати нареченої, колишню офіційну фаворитку короля мадам Монтеспан, яка майже рік жила в паризькому монастирі, не запросили на церемонію вінчання дочки.
Подружнє життя молодих було сповнене чвар. Незабаром після весілля Філіпп відкрито висміяв важкий характер своєї дружини, давши їй прізвисько мадам Сатана. Її свекруха згадувала, що у перші роки шлюбу Франсуаза-Марія напивалася до непритомності 3-4 рази на тиждень. 
Намагаючись вирішити це питання, Франсуаза-Марія навіть зверталася до короля, свого батька, але той відхилив її прохання, оскільки він сам був автором ретельно збудованих жорстких субординацій у придворному етикеті.

### Честолюбство «онуки Франції»
Оскільки її чоловік був законнонародженим онуком короля Франції Людовика XIII Справедливого, Франсуаза-Марія набула статусу онуки Франції (фр. petite-fille de France), і до неї належало звертатися Ваша Королівська Внльможність. Більше того, молодятам було дозволено, подорожуючи, зупинятися на нічліг в одному місці з королем, їсти разом з ним, і вони були удостоєні права займати крісла з підлокітниками у присутності короля.  Будучи в результаті шлюбу герцогинею Шартрською, Франсуаза-Марія за старшинством свого титулу стояла після герцогині Бургундської та своєї свекрухи, герцогині Орлеанської.
З усіх своїх братів і сестер Франсуаза-Марія отримала найвигідніший шлюб, за винятком Дофіна, який у 1680 році одружився зі своєю кузиною Марією Анною Вікторією Баварською.
У цьому шлюбі народилося 8 дітей, деякі з яких пізніше, в період регентства чоловіка Франсуази-Марії, одружилися з іншими монаршими династіями Європи. До її дітей використовувалося шанобливе звернення ясновельможність, оскільки вони були дітьми легітимних онуків Франції. Франсуаза-Марія була дуже незадоволена тим, що її дітей не визнали онуками короля.
У 1701 році після смерті «єдиного брата короля» Філіппа I Орлеанського, його 27-річний син і чоловік Франсуази-Марії успадкував титул герцога Орлеанського, а також всі інші титули та маєтки батька, ставши таким чином главою Орлеанського дому. Нова герцогиня Орлеанська у придворній субординації випередила свою свекруху і стала другою жінкою в королівстві, поступаючись лише Дофіні, герцогині Бургундській. Філіпп Орлеанський помер у замку Сен-Клу після гарячої сварки, що сталася в Марлі з королем Людовиком XIV, з приводу неприпустимості відкритих прогулянок перед Франсуазою-Марією молодого герцога Шартрського разом зі своєю вагітною фавориткою Марією-Луїзою де Сері.  Філіпп, її свекор і дядько, не відчував ніжних почуттів до Франсуази-Марії.

### Герцогиня Орлеанська

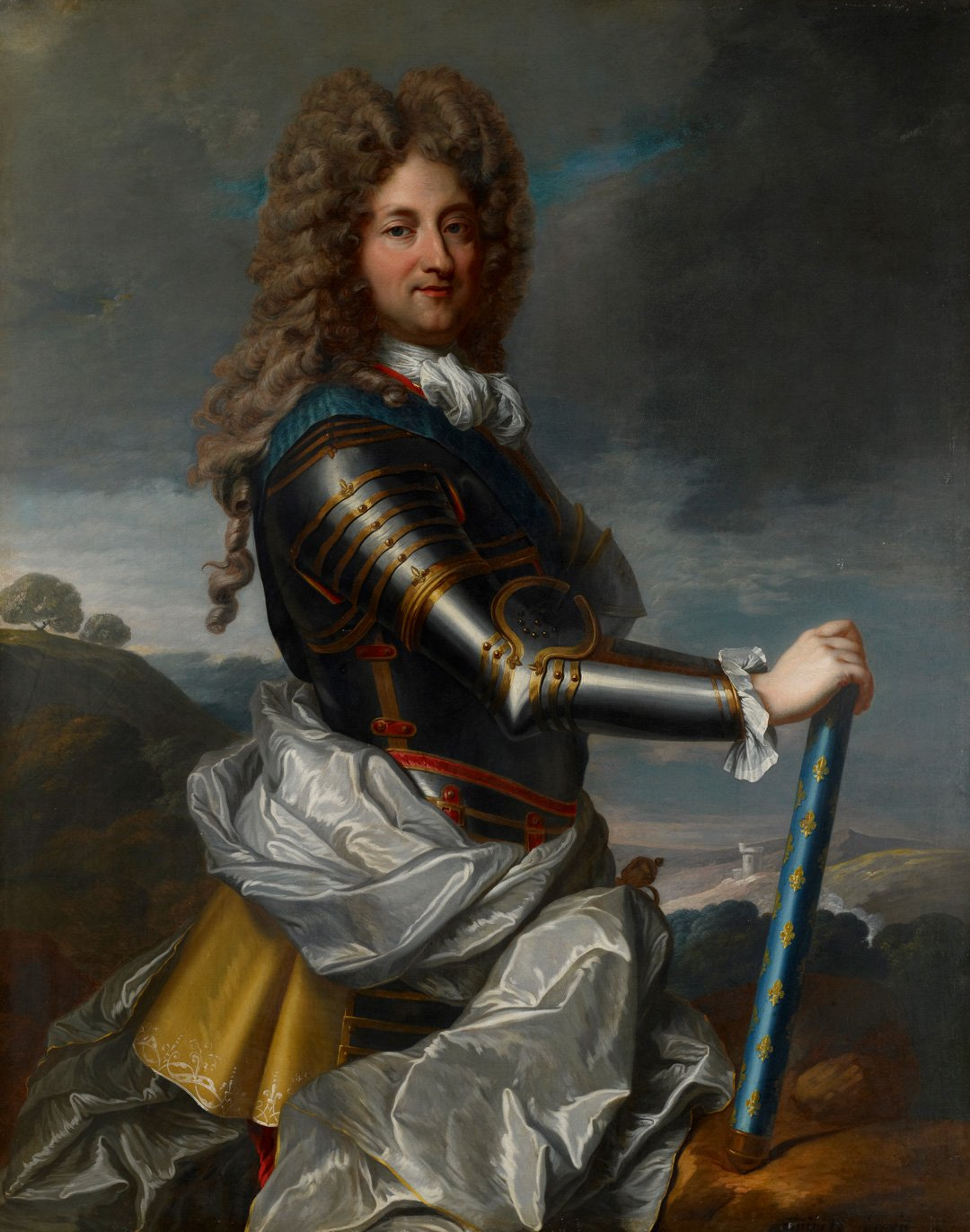
Філіпп Орлеанський, чоловік Франсуази-Марії

У 1701 році після смерті «єдиного брата короля» Філіппа I Орлеанського, його 27-річний син і чоловік Франсуази-Марії успадкував титул герцога Орлеанського, а також всі інші титули та маєтки батька, ставши таким чином главою Орлеанського дому. Нова герцогиня Орлеанська у придворній субординації випередила свою свекруху і стала другою жінкою в королівстві, поступаючись лише Дофіні, герцогині Бургундській. Філіп Орлеанський помер у замку Сен-Клу після гарячої сварки, що сталася в Марлі з королем Людовіком XIV, з приводу неприпустимості відкритих прогулянок перед Франсуазою-Марією молодого герцога Шартрського разом зі своєю вагітною фавориткою Марією-Луїзою де Сері.  Пилип, її свекор і дядько, не відчував ніжних почуттів до Франсуази-Марії.
Нові герцог і герцогиня Орлеанські вели розкішне життя в паризькому палаці Пале-Рояль, а також у замку Сен-Клу, що знаходився за 10 кілометрів на захід від Парижа. Особисті апартаменти герцога та герцогині в Пале-Рояль проєктував та декорував титулований французький малювальник Жан Берен.
Коли її чоловік вів розбещене життя великого женолюба, Франсуаза-Марія жила не пліткуючи, дуже тихо, на противагу сестрі Луїзі Франсуазі і старшому братові Луї-Огюсту. Дотепна та чарівна, вона віддавала перевагу товариству своєї кузини герцогині Сфорца, яка була донькою Габріели, старшої сестри мадам Монтеспан. До її ближнього кола входили й інші кузини. Її фрейліною була графиня Кастрі,  до шлюбу Марія Єлизавета де Рошешуар, донька брата мадам Монтеспан Луї Віктора. Її почесним кавалером (фр. chevalier d'honneur) був граф Кастрі. Також вона була близька з іншою кузиною Діаною Габріелою Дама де Тіанж, ще однією донькою Габріели, старшою сестрою мадам Монтеспан.

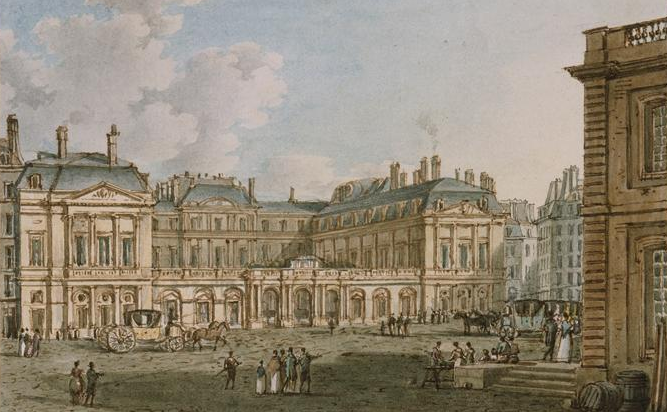
Паризька резиденція герцогів Орлеанських палац Пале-Рояль

1703 року у Версалі Франсуаза-Марія народила сина, який згодом продовжив Орлеанську династію. У неї це вже була п'ята дитина і перший хлопчик. Коли Людовику XIV повідомили про народження цієї дитини король дав йому ім'я Людовик (імовірно, на свою честь) та удостоїв його утримання, обсяг якого, зазвичай, відповідав статусу Першого принца крові. Франсуаза-Марія та Людовик згодом завжди були близькі один до одного. Свекруха Франсуази-Марії часто нарікала, що її онук успадкував від матері більше, ніж у батька.
У 1707 році, невдовзі після свого 30-го дня народження, Франсуаза-Марія втратила свою матір, мадам Монтеспан, яка з моменту свого офіційного від'їзду з Версаля в 1691 році жила в глибокому покаянні в жіночій обителі Святого Йосипа в Парижі. Мадам Монтеспан була офіційною фавориткою короля Людовика XIV у період з 1667 по 1683 рік і народила йому сімох дітей, яким Людовик XIV відразу заборонив носити жалобу по своїй матері. Проте, прагнучи хоч якось ушанувати пам'ять матері, троє молодших дітей, герцогиня Орлеанська, герцогиня Бурбонська та граф Тулузи, перестали з'являтися при дворі. Їхній старший брат, герцог Менський, навпаки ледве приховував радість від смерті матері, з якою ніколи не був близьким. Він був її головним спадкоємцем і успадкував всі її величезні статки, а також шато Кланьї, палац поряд з Версальським палацом, де в 1678 році на світ з'явилася остання позашлюбна дитина мадам Монтеспан, Луї-Александр, граф Тулузи.
Після того як у 1709 році помер принц Конде, титул Перший принц крові офіційно перейшов від дому Конде до Орлеанського дому. Тому її чоловік, герцог Орлеанський, отримав право на почесне звернення принц крові. А сама Франсуаза-Марія отримала право титулуватися як Мадам принцеса.  Однак ці стилі ніколи не використовувалися.
Такий перехід титулу від дому Конде до Орлеанського дому суттєво загострив ворожість між Франсуазою-Марією та її старшою сестрою, Луїзою-Франсуазою, яка тепер стала принцесою Конде, і після цього носила титул Мадам герцогиня до своєї смерті в 1743 році. і як раніше була відома як герцогиня Бурбонська.
У запалі суперництва за титули та багатство зі своєю старшою сестрою, Франсуаза-Марія особливо сильно дбала про більш вигідні шлюби своїх дітей. До 1710 року наймолодший законний онук короля Людовика XIV, 23-річний Карл Беррійський, залишався не одруженим. Передбачалося його одруження з Луїзою Єлизаветою, донькою Луїзи-Франсуази. Сама Франсуаза-Марія зробила все, щоб стати на заваді цьому шлюбу, і зміцнити свої зв'язки з французьким престолом. 6 липня 1710 року вона забезпечила шлюб своєї старшої дочки Марії Луїзи Єлизавети Орлеанської з Карлом Беррійським, що викликало велике невдоволення своєї сестри, герцогині Бурбонської. Цей шлюбний союз ще більше посилив конфлікт між двома сестрами, оскільки він приніс Марії Луїзі Єлизаветі титул онуки Франції; ніхто з дітей Конде не зможе мати цього титулу.

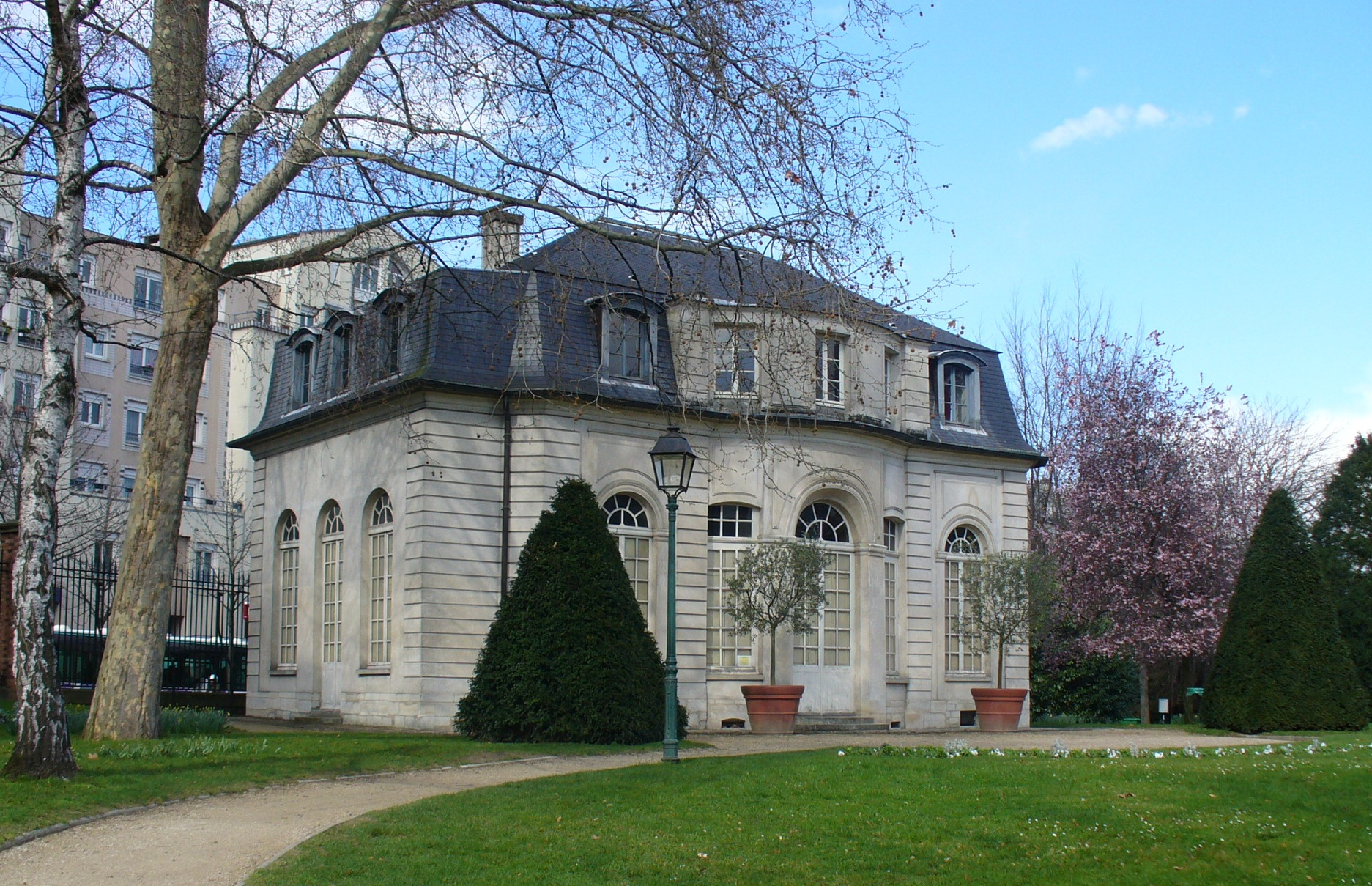
Павільйон «Ермітаж»; все, що залишилося в наш час від шато Баньоле

9 квітня 1714 року Франсуаза-Марія брала участь у хрещенні своєї племінниці Луїзи-Франсуази де Бурбон (1707—1743), єдиної дочки її старшого брата, герцога Менського. Дівчинку було названо на честь сестри та суперниці Франсуази-Марії, герцогині Бурбонської, і носила почесний титул Мадемуазель дю Мен. Франсуазі-Марії допомагав молодий Дофін, майбутній король Людовик XV.
Після смерті Людовика XIV у 1715 році 5-річний Дофін стає новим королем Франції Людовиком XV. Було необхідно призначити регента на період малоліття нового короля і виникли великі розбіжності між старшим братом Франсуази-Марії, герцогом Менським та її чоловіком, герцогом Орлеанським, що боролися за посаду регента. Симпатії Паризького парламенту були за її чоловіка, який і був оголошений регентом. Будучи дружиною де-факто імператора Франції, Франсуаза-Марія стала найвпливовішою жінкою у королівстві. У період регентства вона правила двором і чоловік підвищив її річне утримання до 400 000 ліврів.
У березні 1719 року вона купила шато Баньоле в комуні Баньоле, східному передмісті Парижа, і після її смерті маєток успадкував син, Людовик Орлеанський. Франсуаза-Марія доручила ландшафтному архітектору Клоду Дего розширити маєток. Дего, колишній племінник знаменитого садівника Людовика XIV, Андре Ленотра, вже працював над шато Со на замовлення герцога Менського.

### Сімейне життя

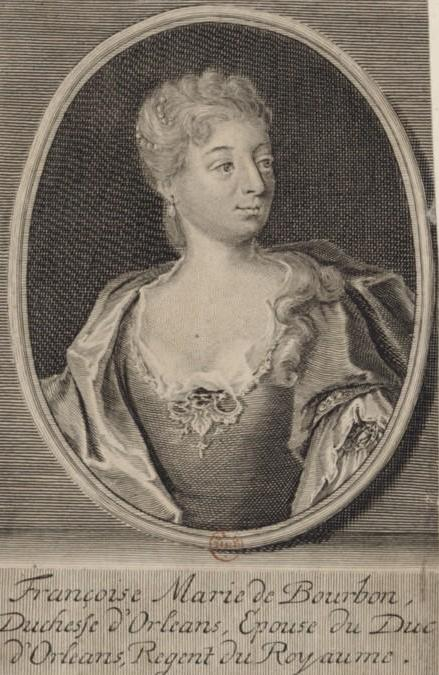
Франсуаза-Марія у роки Регентства

Більшість доньок Франсуази-Марії були відомі своєю легковажною поведінкою.
Марія Луїза Єлизавета, герцогиня Беррійська, мала безліч коханців та кілька вагітностей. Овдовівши, вже до 1719 року вона була знову при надії. Інша донька, Шарлотта Аглая, мала зв'язок із герцогом Рішельє. Після того як цей зв'язок був виявлений, Франсуаза-Марія зі своїм чоловіком почали шукати відповідну партію для своєї улюблениці. Їхній вибір зупинився на спадкоємці Моденського герцогства Франческо III д'Есте. У той самий час було викрито Змову Челламаре. За участь у цій погано підготовленій змові герцог і герцогиня Менські були вислані з Парижа, а герцог Рішельє був заарештований і на деякий час поміщений до Бастилії.
Франсуаза-Марія намагалася влаштувати шлюб однієї зі своїх доньок — Луїзи Аделаїди або Шарлотти Аглаї — з Луї-Огюстом, принцом Домба, старшим сином герцога Менського, але обидві відмовилися від свого двоюрідного брата.
У 1721 році були досягнуті шлюбні угоди з іспанським королівським домом щодо двох інших доньок, Луїзи Єлизавети та Філіппи Єлизавети. 11-річна Луїза Єлизавета мала стати дружиною іспанського інфанта Луїса I, спадкоємця іспанського трону, а 6-річна Філіппа Єлизавета мала пошлюбити молодшого зведеного брата Луїса I, інфанта Карла. Відбувся лише шлюб Луїзи Єлизавети, але й той був бездітним, пізніше анульований, і вона повернулася до Франції.
У грудні 1723 року помер чоловік 46-річної Франсуази-Марії і вона пішла в маєток Сен-Клу.
У 1724 році її син Людовик, новий герцог Орлеанський, одружився з Августою Баден-Баденською, донькою одного з ворогів його батька, Людвига Вільгельма, маркграфа Баден-Бадена. Серед претенденток на цей шлюб також були його двоюрідна сестра Єлизавета Александрина та дві великі княжни з Російської імперії, доньки Петра I, Анна Петрівна та її сестра Єлизавета Петрівна. Але сина Франсуази-Марії було відкинуто російським двором через свій титул. Не будучи сином або онуком Франції, Людовик мав титул Ясновельможності, тоді як кожна з російських великих княгинь мала вищий титул Її Імператорської високості.
У 1725 році Франсуаза-Марія влаштовувала шлюб свого кузена, юного короля Франції Людовика XV, з польською принцесою Марією Лещинською. Будучи вдовуючою герцогинею Орлеанською, вона залишалася однією з найважливіших дам двору. Проте, її становище згодом сильно послабшало через появу доньок у королівської пари. Друга з восьми доньок короля, Мадам Генрієтта, була закохана в онука Франсуази-Марії, Луї-Філіппа Орлеанського. Однак Людовик XV не схвалив цей шлюб, оскільки не бажав наближення Орлеанського дому до королівського трону Франції.
Після цього король наполегливо допомагав удовуючій герцогині знайти відповідну пару її онуку. За вказівкою свого сина Франсуаза-Марія обговорювала зі своєю племінницею, Луїзою Єлизаветою де Бурбон, шлюб свого онука з її привабливою дочкою Луїзою Генрієттою. Цей шлюб нарешті об'єднав онука Франсуази-Марії з онукою її сестри та суперниці Луїзи Франсуази, герцогині Бурбонської.
69-річна Франсуаза-Марія застала народження їхнього сина в 1747 році, майбутнього Філіппа Егаліте.

Вінчання дочки Луїзи-Діани з принцом Конті у каплиці Версаля

Наступною вступала в шлюб її наймолодша донька. Луїза-Діана, улюблениця бабусі, принцеси Палатинської, була заручена 15-річною з юним Людовиком Франсуа, принцом Конті, весілля з яким відбулося у Версалі в 1732 році. Луїза померла при других пологах у шато д'Іссі. Єдина дитина Луїзи-Діани стала останнім принцом Конті, який згодом узяв за дружину принцесу Моденську Марію Фортунату. Наречена була донькою  Шарлотти-Аглаї.
Шарлотта-Аглая виявилася найскладнішою дитиною Франсуази-Марії. Вона неодноразово поверталася до Франції з Модени до так званого добровільного заслання, і Франсуаза-Марія зі своїм сином Людовиком не звертали на неї уваги. Вона повернулася назад у Модену в 1737 році, коли стала володарюючою герцогинею Модени.

### Останні роки
У 1739 році у 72-річному віці померла старша зведена сестра Франсуази-Марії, Марія-Анна де Бурбон, вдова принцеса Конті. Через три роки, 1742 року, у паризькому Люксембурзькому палаці померла її четверта дочка, Луїза Єлизавета. Церемонія похорону Луїзи Єлизавети пройшла в паризькій церкві Сен-Сюльпіс. Похорон відбувся у тій же церкві, де у 1663 році поєдналася законним шлюбом мати Франсуази-Марії з маркізом де Монтеспан. Єпископом церкви був Луї-Шарль де Сен-Альбен, позашлюбний син чоловіка Франсуази-Марії.
Її друга донька, Луїза Аделаїда, померла від віспи в лютому 1743 року в Парижі, відслуживши 15 років абатисою Шелле. Через 4 місяці, у червні 1743 року, у паризькому Бурбонському палаці померла сестра і суперниця Франсуази-Марії, вдовуюча герцогиня де Бурбон.
У грудні 1744 року у Версалі найстарша онука Франсуази-Марії принцеса Моденська вступила в шлюб з найзаможнішою людиною у Франції, герцогом Пент'євром. Він був єдиним законним сином молодшого брата Франсуази-Марії, графа Тулузи. Внаслідок цього шлюбного союзу Франсуаза-Марія стала прапрабабкою короля Французів Луї-Філіппа I.
Франсуаза-Марія є прабабкою Луї-Александра де Бурбон, принца Ламбаль, дружина однієї з найближчих подруг королеви Марії-Антуанетти, принцеси Марії-Луїзи Савойської, більш відомої як принцеса де Ламбаль.
Франсуаза-Марія померла 1 лютого 1749 року в Парижі у палаці Пале-Рояль після тривалої хвороби. Вона була останньою дитиною короля Людовика XIV. Свого чоловіка вона пережила на 26 років. Двоє її дітей жили далі — Шарлотта-Аглая та Людовік, герцог Орлеанський. Її поховали 6 лютого в паризькій церкві Мадлен Тренельській (фр. Église de la Madeleine de Tresnel), старій церкві бенедиктинців на вулиці Rue de Charonne. Тренель знаходився біля її улюбленого шато Баньоле. Її серце було передано до Валь-де-Граса, який вважався фамільним склепом Орлеанського дому.

## Діти
1. Мадемуазель де Валуа (17 грудня 1693 — 17 жовтня 1694); померла у дитинстві.
2. Марія Луїза Єлизавета Орлеанська (20 серпня 1695 — 21 липня 1719); дружина Карла, герцога Беррійського (мали спадкоємців).
3. Луїза Аделаїда Орлеанська (13 серпня 1698 — 10 лютого 1743); абатіс Шелль.
4. Шарлотта Аглая Орлеанська (20 жовтня 1700 — 19 січня 1761)[27][28]; дружина Франческо III д'Есте (мали спадкоємців).
5. Людовік де Бурбон, герцог Орлеанський (4 серпня 1703 — 4 лютого 1752); взяв за дружину Августу Баден-Баденську (мали спадкоємців).
6. Луїза Єлизавета Орлеанська (11 грудня 1709 — 16 червня 1742); дружина Луїса I, майбутнього короля Іспанії (без спадкоємців).
7. Пилипа Єлизавета Орлеанська (18 грудня 1714 — 21 травня 1734); (без спадкоємців).
8. Луїза Діана Орлеанська (27 червня 1716 — 26 вересня 1736); дружина Людовіка Франсуа, принца Конті (мали спадкоємців).